# Gynoplistia variata
Gynoplistia variata är en tvåvingeart. Gynoplistia variata ingår i släktet Gynoplistia och familjen småharkrankar.

## Underarter
Arten delas in i följande underarter:
- G. v. flavidula
- G. v. variata